# آناند بخشی
آناند بخشی (به انگلیسی: Anand Bakshi) شاعر و ترانه‌سرا ی هندی بود.

## زندگی‌نامه
آناند بخشی متولد ۲۱ ژوئیه ۱۹۳۰ در راولپندی، هند بریتانیا (پاکستان امروزی) است. او مارس ۲۰۰۲ در سن ۷۱ سالگی در مومبای درگذشت.